# サンドロ・サルヴァドーレ
サンドロ・サルヴァドーレ（Sandro Salvadore、1939年11月29日 - 2007年1月4日）は、イタリア・ミラノ出身の元サッカー選手。ポジションはリベロ。

## 経歴
ACミランでキャリアをスタートさせ、2度のリーグ制覇を経験、その後は引退までの12シーズンをユヴェントスで過ごし、450試合以上に出場、ここでも2度のリーグ制覇を果たした。
イタリア代表としても約10年間プレーし、そのうち約3年間はキャプテンを務めていた。2度のワールドカップ、 UEFA欧州選手権に出場、1968年の欧州選手権では決勝にのみ出場、優勝を果たしている。

## タイトル
ミラン
- セリエA : 1958–59, 1961–62

ユヴェントス
- セリエA : 1966–67, 1971–72
- コッパ・イタリア  : 1964-65

イタリア代表
- UEFA欧州選手権 : 1968